# Pomóż Dzieciom Przetrwać Zimę
Pomóż Dzieciom Przetrwać Zimę – ogólnopolska inicjatywa obywatelska organizowana od 1993 roku przez Polskie Radio Lublin, kierowana przez Ewę Dados. 
Jest to zbiórka trwałej żywności, odzieży, środków czystości, słodyczy i zabawek dla potrzebujących rodzin. W akcji tej nie zbiera się żadnych środków finansowych, dlatego też osiągnęła ona dużą popularność.
Akcja Pomóż Dzieciom Przetrwać Zimę rozpoczęła się w 1993 r. i od samego początku patronuje jej Polskie Radio Lublin. w 2009 r. zarejestrowano rekordową liczbę 621 sztabów w 11 województwach. Akcja promowana jest również w Polonijnym Radio w Seattle. 
Kulminacyjnym punktem akcji jest Wielka Uliczna Zbiórka Darów w której wolontariusze na ulicach kwestują i zbierają dary rzeczowe oraz coroczny Mecz Słodkich Serc, odbywający się zawsze w pierwszych dniach grudnia. Akcja tradycyjnie kończy się podsumowaniem i Koncertem "Dar Serca za Dar Serca", w którym to artyści w ramach wolontariatu swoim występem dziękują wolontariuszom i darczyńcom za poświęcony czas i zaangażowanie w Akcję. 